# ماتشيي ريبوس
ماتشيي ريبوس (بالبولندية: Maciej Rybus)‏ (19 أغسطس 1989 في لوفيتش، بولندا) لاعب كرة قدم بولندي يجيد اللعب في مركز الجناح الأيسر ويلعب حاليا في نادي تيريك غروزني الروسي منذ 2012.

## روابط خارجية
- ماتشيي ريبوس على موقع الاتحاد الدولي (مؤرشف)  (الإنجليزية)
- ماتشيي ريبوس على موقع الاتحاد الأوربي (الإنجليزية)
- ماتشيي ريبوس على موقع قاعدة بيانات كرة القدم.إي يو (الإنجليزية)
- ماتشيي ريبوس على موقع ليكيب (الفرنسية)
- ماتشيي ريبوس على موقع ناشيونال فوتبول تيمز (الإنجليزية)
- ماتشيي ريبوس على موقع Soccerbase.com (لاعب) (الإنجليزية)
- ماتشيي ريبوس على موقع Soccerway.com (الإنجليزية)
- ماتشيي ريبوس على موقع عالم كرة القدم.نت (الإنجليزية)
- ماتشيي ريبوس على موقع AS.com (الإسبانية)